# André Jacquelin
Pour les articles homonymes, voir Jacquelin.
André Louis Giraud dit André Jacquelin, né à Tarare le 25 août 1898, et mort à Groslay le 31 août 1985, est un résistant des maquis de l'Ain et du Haut-Jura, un journaliste et un auteur français. Il est le fondateur (en mars 1943) et le rédacteur en chef du journal clandestin Bir-Hakeim. 

## Biographie
Avant-guerre, il est journaliste à L'Indépendant et s'intéresse à la Guerre civile Espagnole. Il écrit d'ailleurs à ce sujet : Espagne et liberté : le second Munich.
André Jacquelin est l'un des premiers journalistes à répondre à "l'appel" du 18 juin 1940 lancé de Londres par le général de Gaulle. Il est aussi l'un des premiers à être arrêté sur l'ordre des autorités du gouvernement de Vichy.
Il est écroué à la prison Saint-Paul de Lyon sous le numéro 6789 après avoir subi, pendant deux jours et une nuit au siège même de la 10e Brigade politique, des sévices de la part des policiers de Vichy. C'est dans un triste état qu'il est traîné dans la cellule 56.
Il est libéré quelque temps plus tard par le juge d'instruction Borel, avant l'invasion, le 11 novembre 1942, de la zone dite « libre » par les troupes allemandes en violation des clauses d'armistice.
Dès sa libération, il rejoint les premiers maquis en formation dans l'Ain. Il décide également de créer le journal clandestin Bir-Hakeim malgré de graves dangers et d'innombrables difficultés. 
Bir-Hakeim fut le premier journal a relater le défilé du 11 novembre 1943 à Oyonnax, dans son numéro de décembre 1943, information reprise par la presse anglo-saxonne.
Avec une fausse identité, se cachant de maison en maison, en particulier dans la commune d'Echallon où il est réfugié avec sa femme et ses enfants dans l'hôtel des dames Bret, il part en reportage, rédige ses articles, trouve du papier, de l'encre, des imprimeries clandestines, multipliant les risques en passant à de très nombreuses reprises la ligne de démarcation ou la frontière suisse, où il a accès à des informations non censurées. Il peut ainsi, au mépris de la censure des occupants et de Vichy, écrire librement et dire la vérité. Albert Maréchal, natif d'Oyonnax, né en 1920 et décédé dans les années soixante, lui sert d'agent de liaison et d'informateur.
Le 11 novembre 1943, c'est André Jacquelin qui assure le reportage et prend les photos pendant le défilé des maquisards à Oyonnax, contribuant à faire connaître cette action emblématique des maquisards de l'Ain.
Bir-Hakeim déclenche la colère des autorités de Vichy, en particulier de Philippe Henriot qui déclare que "le journal clandestin est trop bien fait, imprimé sur un trop beau papier, illustré de surcroît de nombreux clichés des opérations militaires ennemies, pour être fait en France".
Malgré toutes les recherches de la Gestapo et de la Milice de Darnand, André Jacquelin échappe miraculeusement aux griffes de Klaus Barbie, chef de la Gestapo de Lyon et de Paul Touvier, chef de la Milice lyonnaise.

## Œuvres

### Essais
- Espagne et liberté : le second Munich, 1939.
- Toute la vérité sur le journal clandestin gaulliste Bir Hakeim, 1945.
- Vingt-cinq ans après : la juste colère du Val d'enfer, 1968 (Prix du Souvenir 1970)[8]
- Lettres de mon maquis, 1975.
- Espagne, la liberté retrouvée ? Lettre du Monde, dépôt légal 2e trimestre 1979

### Roman
- Tuez-vous !, 1935.